# 貢氏潛鮃
貢氏潛鮃為輻鰭魚綱鰈形目鰈亞目牙鮃科的其中一種，為熱帶海水魚，分布於西大西洋區，從美國佛羅里達東北部至蓋亞那海域，棲息深度27-95公尺，體長可達20公分，棲息在沙泥底質底層水域，以底棲生物為食，繁殖期在每年5月至9月，生活習性不明，可作為食用魚。